# Cassandra (Theatre-of-Tragedy-Lied)
Cassandra ist ein Lied der Band Theatre of Tragedy, das die Gruppe 1998 als Vorabsingle zu ihrem dritten Album Aégis veröffentlichte. 

## Entstehung und Veröffentlichungen
Nachdem Sängerin Liv Kristine Espenæs ihr Solodebüt Deus Ex Machina 1998 veröffentlichte und der Gruppe mit Tommy Lindal und Geir Flikkeid zwei Gitarristen fehlten, kamen kurzzeitig Gerüchte um eine mögliche Trennung von Theatre of Tragedy auf. Frank Classen und Tommy Olsson ersetzten die fehlenden Gitarristen und Olsson brachte sich prägend ins Songwriting ein, produzierte und komponierte einen Großteil des gesamten Albums.
Cassandra entstand in der Ausarbeitung des dritten Studioalbums Aégis. Eine exakte Angabe zu den Anteilen am Songwriting des Stücks fehlt. Den Text von Cassandra schrieb Raymond István Rohonyi, die Musik schrieb die Band nach Angaben des Begleitheftes gemeinschaftlich. Zur Aufnahme des Stücks bestand Theatre of Tragedy neben dem Sänger Rohonyi und seiner Duettpartnerin Espenæs, den Gitarristen Claussen und Olsson aus dem Bassisten Eirik T. Saltrø, dem Schlagzeuger Hein Frode Hansen sowie dem Keyboarder Lorentz Aspen. Die Aufnahmen fanden im Woodhouse Studios in Hagen im Frühjahr 1998 statt. Die Produktion übernahm Pete Coleman. Für die Tontechnik brachten sich neben Colemann Matthias Klinkmann und Siggi Bemm ein. Coleman und Klinkmann mischten das Stück ab. Bemm übernahm das Mastering der Aufnahme. Das Stück erschien am 27. April 1998 als Single (Katalognummer: MAS CD0166) und am 18. August 1998 als Eröffnungsstück des dritten Albums der Band (Katalognummer: MAS CD0159).

## Rezeption
Aus einer hinzu gewonnenen Leichtigkeit, „die dem doch durchaus weiterhin vorhandenem Düsteren etwas mehr Lebensraum“ verleihe sei die transportierte Melancholie besser zu verarbeiten. Bereits nach Veröffentlichung des Albums wurde gemutmaßt, dass das Stück „sicher demnächst auch in sämtlichen schwarzen Löchern der Repulik laufen“ würde. Früh derart gelobt entwickelte sich das Stück tatsächlich zu einem der Klassiker der Gruppe.

## Musik und Text
Cassandra wurde im 4/4-Takt und im Grundton a-Moll bei einem Tempo von 74 BpM geschrieben. Das Stück gilt als besonders energiegeladen und einigermaßen tanzbar. Dabei distanziert sich Theatre of Tragedy „fast komplett [vom] Metal“ und agiert gemäßigt im düsteren Spektrum der Rockmusik. „Die Gitarren sind gezügelter produziert und kommen selten voll zur Geltung, die Härte ist somit gänzlich verschwunden. […] Wie man es auch sieht, die Band schafft es, eine gute Atmosphäre aufzubauen und überzeugt mit Songs, die sich sehr schön in die Gehörgänge kuscheln ohne anzuecken.“
Das Stück fügt sich auch thematisch in das Albumkonzept von Aégis. Dem Album liegen Beschäftigungen mit unterschiedlichen Archetypen von Weiblichkeit zugrunde. Das Stück befasst sich mit der gleichnamigen Figur der griechischen Mythologie. Jener Kassandra deren Name zum Synonym für ungehörten Warnungen wurde, da sie als Prophetin, deren Prophezeiungen nicht geglaubt wurde, beschrieben wurde. Rohonyis Text beschreibt die Umstände des tragischen Fluch durch den Gott der Weissagung Apollon, der Kassandra die Gabe der Voraussicht verlieh, um sie zu umwerben. Als diese seine Verführungsversuche jedoch zurückwies, belegte er sie mit dem Fluch, dass niemand ihren Weissagungen Glauben schenken werde. Der Liedtext thematisiert die Dynamik von Liebe, Macht und Glauben zwischen Kassandra und Apollon. Dabei werden beide Figuren menschlich dargestellt und die unerwiderte Liebe Appolons ebenso angeschnitten wie die sich steigernde Not Kassandras. Die Form des Textes und der musikalischen Aufbereitung der Geschichte über Liebe, Macht und den Schmerz, nicht er- und gehört zu werden wandelt das antike Fragment in eine zugleich moderne und zeitlose Interpretation.

„He thought her life, save moreo’er scourge,

She held him august, yet wee;

He left her ne’er without his heart“

„Er dachte ihr Leben als ihre Geißel,

Sie hielt ihn für erhaben und doch für klein;

Er ließ sie zurück, doch nicht ohne sein Herz“

## Titelliste
1. Cassandra (Cheap Wine Edit): 3:48
2. Aœde (Edit): 3:52
3. Cassandra (Album Version): 6:49